# Tesa

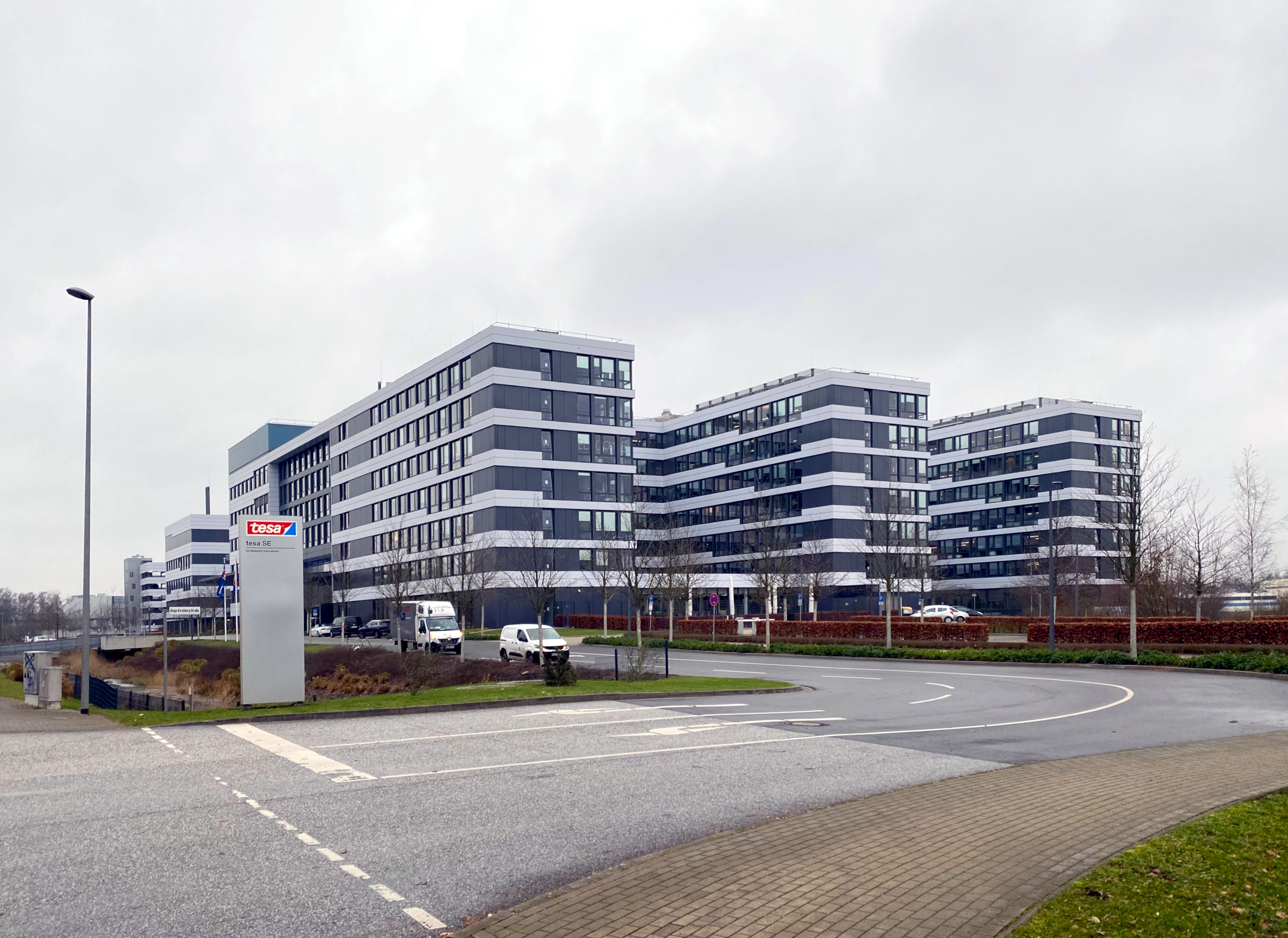
Unternehmenszentrale in Norderstedt (seit 2016)

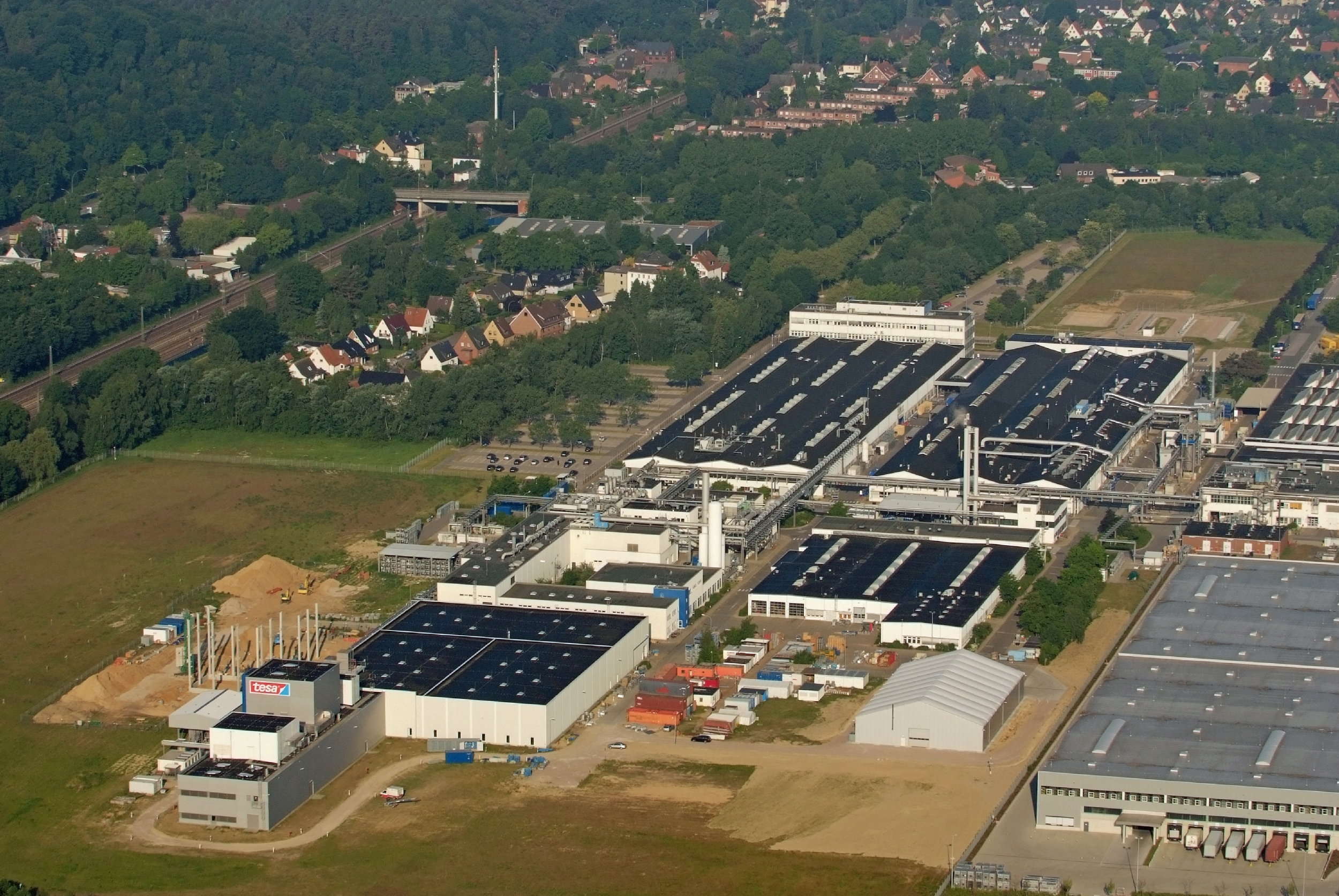
Tesawerk in Hamburg-Hausbruch aus der Luft

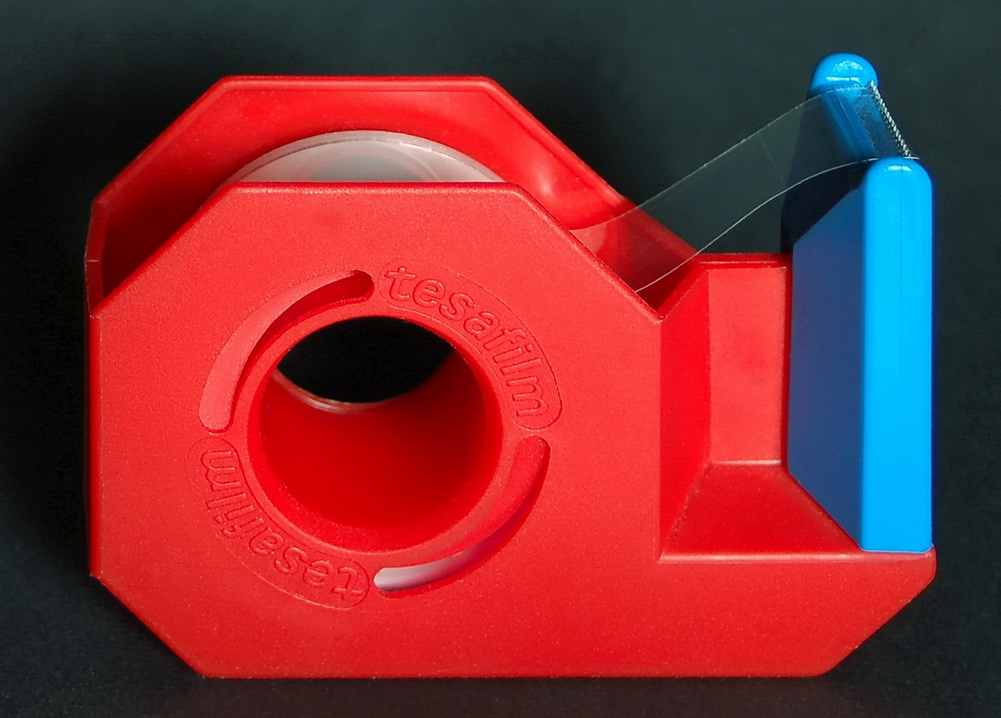
Tesa-Handabroller mit Klebefilm

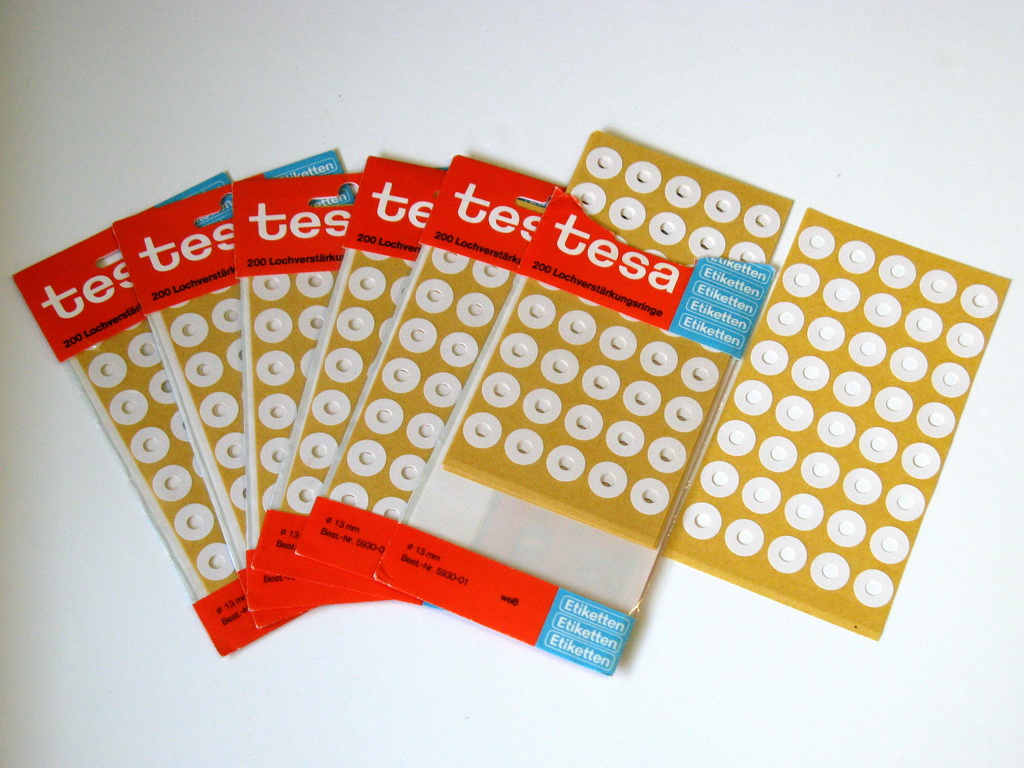
Tesa-Lochverstärkungsringe

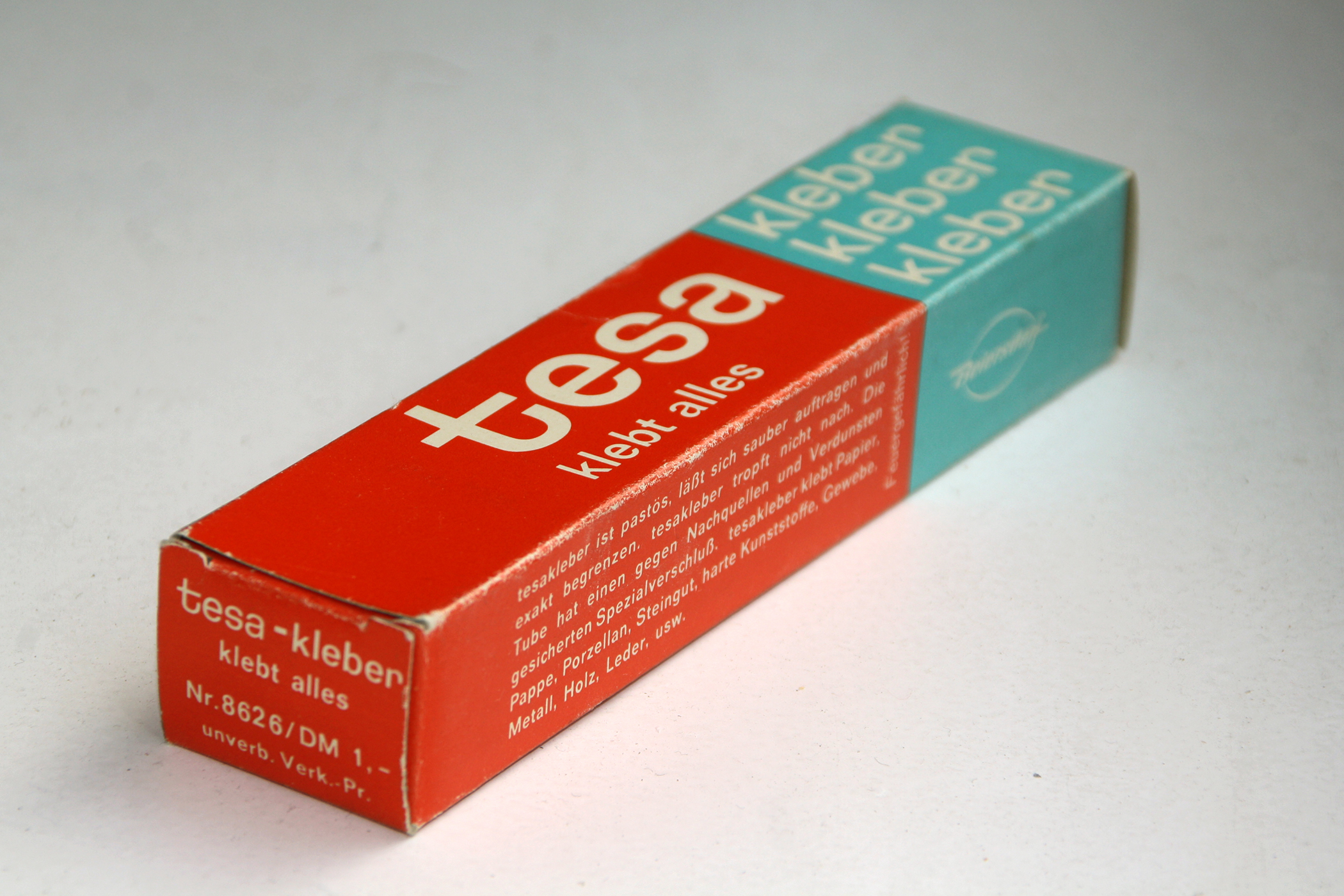
Tesa-Flüssigklebstoff (1970er-Jahre)

Die Tesa SE (Eigenschreibweise: tesa) ist ein deutscher Hersteller von Klebebändern mit Sitz in Norderstedt. Das Unternehmen ist ein Tochterunternehmen der Beiersdorf AG, das einen unabhängig geführten Teilkonzern bildet.
Gleichzeitig ist Tesa der Markenname (Eigenschreibung tesa; auch Tesafilm) der als Dachmarke für Klebebänder und andere Klebematerialien für Verbraucher und die Industrie verwendet wird. Das Wort Tesafilm ist als Markenname in den Duden aufgenommen worden. In Österreich ist hingegen Tixo die bekannteste Marke für Klebebänder. Dabei handelt es sich ebenfalls um einen Markennamen, an dem die Beiersdorf AG die Rechte besitzt.

## Geschichte
Der Name Tesa ist ein Kunstwort, kreiert 1906 von Elsa Tesmer, die bis zu ihrer Hochzeit 1908 (dann verh. Karlau) als Kontoristin bzw. Leiterin der Schreibstube bei Beiersdorf arbeitete. Aus den zwei Anfangsbuchstaben ihres Nachnamens und den zwei Endbuchstaben ihres Vornamens setzte sie bei einem Markennamenwettbewerb den Begriff „Tesa“ zusammen.
Das Unternehmen fertigte zunächst Zahnpastatuben, der neu gefundene Name wurde daher für die bei Beiersdorf entwickelte Patent-Tube der Zahnpasta „Pebeco“ eingesetzt. Das Tubengeschäft war wenig erfolgreich und aus diesem Grund wurde 1926 der Markenname einem neu entwickelten Produkt zugewiesen. Das Unternehmen gab einer neuartigen Tauchmasse zum Überhäuten von Wurstwaren den Namen, jedoch blieb auch dieses Produkt weitgehend erfolglos.
1935 entwickelte die Beiersdorf AG einen transparenten Klebefilm, der zunächst unter dem Namen Beiersdorf-Kautschuk-Klebefilm in den Handel gelangte und nur geringe Umsätze erzielte. Der Beiersdorf-Mitarbeiter Hugo Kirchberg kam deshalb auf die Idee, dem Produkt den Namen „TESA“ zu geben. In einem Brief von 1936 spricht Kirchberg erstmals vom „tesa-Klebefilm“. Neben diesem Einfall besaß der Kaufmann weitere Vermarktungsideen. So entwickelte er einen Tischabroller, welcher dem Verbraucher als Verarbeitungshilfe für das Klebeband dient.
Die Einführung von Tesa als Dachname für alle produzierten Klebebänder von Beiersdorf steigerte ab 1941 die Bedeutung der Marke in hohem Maße. Insgesamt gibt es heute rund 7000 verschiedene Tesa-Produkte für Industriekunden und Endverbraucher. 2001 wurde die Tesa SE als eigenständiges Unternehmen (damals als Aktiengesellschaft Tesa AG) aus der Beiersdorf AG ausgegründet. Der Jahresumsatz lag 2014 bei rund 1.076 Mio. Euro.
Das Stammwerk Hamburg fertigt überwiegend Produkte für die Automobil- und Elektroindustrie. Den Tesafilm und andere Produkte für den Endverbraucher produziert das Tesa-Werk Offenburg.
In Österreich übernahm das Unternehmen von dem ehemaligen Hersteller Kores die Marke TIXO, einen Markennamen, der in Österreich eine ebenso große Bekanntheit besitzt wie Tesa in Deutschland.
Seit dem 30. März 2009 firmiert das Unternehmen als Tesa SE, das heißt als Europäische Gesellschaft.
2011 erfolgte mit der Zulassung von Pflastern, die über die Haut medizinische Wirkstoffe an den Körper abgeben können, der Einstieg in den Pharmamarkt.
Im Oktober 2015 verlegte Tesa seinen Sitz von Hamburg nach Norderstedt-Garstedt ins Gewerbegebiet Nettelkrögen.

## Unternehmensdaten
Die Tesa SE ist eine 100-prozentige Tochter der Beiersdorf AG und direkt beziehungsweise indirekt Muttergesellschaft der 53 Tesa-Tochtergesellschaften. Das Unternehmen ist in mehr als 100 Ländern aktiv. 1993 befand sich die damalige Tesa-Sparte des Beiersdorf Konzerns in einer Krise. Die Innovationsrate, d. h. der Anteil der Produkte am Umsatz, die in den letzten fünf Jahren entwickelt worden waren, betrug lediglich 9,5 %. Nach erfolgreicher Restrukturierung des Bereichs und Ausgründung als Tesa SE war dieser Wert bis 2006 auf 47 % gestiegen.
Der Umsatz betrug 2006 805 Mio. Euro (2007: 856 Mio. Euro; 2008: 860 Mio. Euro; 2009: 747 Mio. Euro; 2010: 882 Mio. Euro; 2011: 947 Mio. Euro; 2012: 1.000 Mio. Euro; 2013: 1.039 Mio. Euro; 2014: 1.076 Mio. Euro).

## Tesa als Datenspeicher
Die beiden Physiker Steffen Noehte und der damalige Diplomand Matthias Gerspach entdeckten im März 1998 an der Universität Mannheim kurz vor einer CeBIT-Präsentation durch Zufall, dass sich üblicher Tesafilm besonders gut zum Einbrennen von Strukturen mit Lasern und somit auch als Datenspeicher nutzen lässt. Eine erste Förderung erfuhr das Forscherduo durch das frühere SAP-Vorstandsmitglied Klaus Tschira in dessen European Media Laboratory (EML). Die Tesa SE griff diese Grundlagenforschung auf und startete mit den Forschern zunächst eine Entwicklungskooperation. Im Dezember 2001 gründeten sie gemeinsam die Tesa Scribos GmbH in Heidelberg, an der die Forscher zu 25 %, die Tesa SE zu 75 % beteiligt sind. Im Jahr 2007 übernahm allerdings die Tesa SE die Anteile der übrigen Gesellschafter und wurde Alleingesellschafter. In der gegründeten Gesellschaft konnte das Team die Erfindung im eigenen Labor weiterentwickeln. Zunächst konzentrierte man sich allerdings auf ein System zur Produktverfolgung und für den Fälschungsschutz von Markenprodukten. Das so genannte Tesa Holospot-System ist seit 2003 auf dem Markt. Bislang wird Tesafilm also nicht als Massendatenspeicher verwendet.
Fälschungssicherung durch Miniatur-Hologramme
Kernstück der Tesa-Holospot-Technik ist ein kleines Etikett aus einem speziellen Polymermaterial, auf dem sich ein 1 mm² großes Datenfeld befindet. Darauf lassen sich Informationen wie Bilder, Logos oder Texte im Umfang von 1 kB speichern. Die Information kann in Form von Mikroschrift oder am Computer erzeugten, digitalen Hologrammen, auf Wunsch auch verschlüsselt, auf dem Holospot fälschungssicher abgelegt werden. Die Informationen lassen sich, je nach angestrebter Sicherheitsstufe, mit einer Lupe oder mit analogen oder digitalen Lesegeräten auslesen. Dies ermöglicht die individuelle Kennzeichnung jedes Einzelprodukts und damit dessen Authentisierung oder Rückverfolgung.
Dieser als tesa scribos geführte Geschäftsbereich wurde zum 1. September 2021 von Leonhard Kurz übernommen.